# Versta
Versta (del ruso: Верста́, Verstá) es una unidad de longitud rusa obsoleta, definida como 500 sazhen. Esto hace la versta igual a 1066,8 metros (3500 pies).

## Plurales y variantes
En el idioma inglés, verst es singular con el plural normal versts. En ruso, el singular nominativo es verstá, pero la forma usualmente utilizada con números es el plural genitivo viorst (10 viorst, 25 viorst, etc.) de donde la forma inglesa.
Una mezhevaya verstá (ruso: межевая верста, literalmente versta fronteriza o versta de linde) es dos veces más larga que una versta.
"La versta del siglo XVII era 700 sazhens o 1.49 km contra los 500 sazhens o 1.067 km que llego a ser en tiempos de Pedro el Grande."

## Virstafinlandés
En Finlandia, un virsta fue originalmente 1,068.84 m de acuerdo con el estándar sueco, pero la versta rusa de 1,066.8 m lo reemplazó después de que la provincia fue anexada al Imperio Ruso en 1809. El virsta era originalmente 600 sylis (brazas, 1.781 m), pero fue entonces cambiado a 500 syli, ya que el syli ruso era más largo, 2.134 m. Un virsta finlandés era definido como 1⁄10 de un peninkulma, el nombre en lenguaje finlandés para el mil sueco pre-métrico, utilizado en Finlandia desde el principio del siglo XVII (vea unidades de medida finlandesas obsoletas). La metrificación reemplazó el virsta con el kilómetro en los 1880s.

## Equivalencias
- 1 versta se divide en 500 sazhen, y cada sazhen es igual a 2,13 m.
- 7 verstas equivalen a 1 milla rusa (7,4676 km).
- También había la Mezhevaya verstá, (межевая верста, "doble versta" o "versta de frontera"), usada para medir terrenos y distancias entre localidades (viene del antiguo valor de la versta) equivalente a unos 2133,8 m.